# Briggsiopsis
Briggsiopsis é um género botânico pertencente à família Gesneriaceae.

## Espécie
Briggsiopsis delavayi

## Nome e referências
Briggsiopsis (Franch.) K.Y.Pan